# 沼よしのぶ
沼 よしのぶ（ぬま よしのぶ、1951年3月3日 - ）は、日本の漫画家。北海道出身。本名は沼吉信（ぬま よしのぶ）。北海道札幌北高等学校卒業。

## 経歴
1974年『週刊少年ジャンプ』（集英社）のフレッシュジャンプ賞入選、翌年『月刊少年ジャンプ』（集英社）に掲載された『ああ兄弟』でデビュー。当時のペンネームは『マヌー・しん吉』であった。その後、『月刊少年ジャンプ』で『スターびっくり箱』を連載、デビュー早々の長期間の連載となった。後にペンネームを『沼よしのぶ』に変更し、1970年代後期からは『週刊少年マガジン』（講談社）、1980年代中期からは『週刊少年チャンピオン』（秋田書店）、1990年代初期からは『漫画サンデー』（実業之日本社）と主な発表の場を変更しながら活動していった。
『激闘!!荒鷲高校ゴルフ部』の連載を機にゴルフ漫画を執筆するようになり、現在も『GOLFコミック』（秋田書店）で『キャディ愛』というゴルフ漫画を連載している。

## 作品リスト

### マヌー・しん吉名義
- スターびっくり箱（月刊少年ジャンプ、集英社）
- 祭りはうらめしー（月刊少年ジャンプ、集英社）

### 沼よしのぶ名義
- ツッパリ刑事彦（週刊少年マガジン、講談社、全6巻）
- とべ!ひまわりの騎士（週刊少年マガジン増刊号、講談社）
- WAOO!ツトム（週刊少年マガジン、講談社）
- トラブル豪助（少年チャレンジ、学習研究社）
- るんるんポリス竜ちゃん（別冊コロコロコミック、小学館）
- なんぱ人亀丸（週刊少年マガジン、講談社）
- とことんボーイ（コミックボンボン、講談社、全2巻）
- もってけ三人組（週刊少年マガジン、講談社）
- めだて!アニマルズ（コミックボンボン、講談社）
- リュウにかんぱい（週刊少年チャンピオン、秋田書店）
- 乱童（月刊少年チャンピオン、秋田書店、全7巻）
- ぷっつん音次郎（週刊少年チャンピオン、秋田書店）
- がんばれ!ホラーズ（少年KING、少年画報社）
- 右向け右!（週刊少年チャンピオン、秋田書店、全10巻）
- 激闘!!荒鷲高校ゴルフ部（週刊少年チャンピオン、秋田書店、全16巻）
- レッスンプロ伝説ライオン（漫画サンデー、実業之日本社、全3巻）
- 白い弾丸（週刊少年チャンピオン、秋田書店、全2巻）
- ライオン（漫画サンデー、実業之日本社、全10巻）
- 占い天使（ヤングテイオー、ぶんか社）
- 吸いたいもん（漫画サンデー、実業之日本社、全10巻）
- ドリームスタジアム（作：尾崎将也、漫画サンデー、実業之日本社、全1巻）
- ミラクル（漫画サンデー、実業之日本社、全3巻）
- 怨買屋ジン（漫画サンデー、実業之日本社、全2巻）
- 江連忠 新モダンゴルフ（作：山中賢介、ゴルフダイジェスト、ゴルフダイジェスト社、全3巻）※同じシリーズで『飛ばしのレッスン!』もある
- 江連忠 必ず当たる!ゴルフアカデミー（作：山中賢介、ゴルフダイジェスト社、全1巻）
- 江連忠 自己ベスト!ゴルフアカデミー（作：山中賢介、ゴルフダイジェスト社、全1巻）
- ゴルフの達人（Choice、ゴルフダイジェスト社）
- キャディ愛（GOLFコミック、秋田書店、1巻）